# Terra Alta (Virgínia Ocidental)
Terra Alta é uma cidade  localizada no estado norte-americano de Virgínia Ocidental, no Condado de Preston.

## Demografia
Segundo o censo norte-americano de 2000, a sua população era de 1456 habitantes.
Em 2006, foi estimada uma população de 1509, um aumento de 53 (3.6%).

## Geografia
De acordo com o United States Census Bureau tem uma área de
3,1 km², dos quais 3,1 km² cobertos por terra e 0,0 km² cobertos por água. Terra Alta localiza-se a aproximadamente 787 m acima do nível do mar.

## Localidades na vizinhança
O diagrama seguinte representa as localidades num raio de 16 km ao redor de Terra Alta.